# Composto organobromado
Composto organobromado é um composto orgânico que contém carbono ligado a bromo. O mais difundido é o produzido naturalmente brometo de metila. Uma aplicação importante é o uso de éteres de difenila polibromados como retardadores de chama. Uma variedade de compostos organobromado menores são encontrados na natureza, mas nenhum deles é biossintetizado ou requerido pelo metabolismo de mamíferos. Compostos organobromados caíram sob mais intenso e minucioso escrutínio devido a seu impacto ambiental.

## Propriedades gerais
A maioria dos compostos organobromados, como a maioria dos compostos organohaletos, são relativamente apolares. O bromo é mais eletronegativo que o carbono (2.8 vs 2.5). Consequentemente, o carbono na ligação carbono–bromo é eletrofílico, i.e. brometos de alquila são agentes alquilantes.
As forças de ligações carbono–halogênio, ou energias de dissociação de ligação são de 115 , 83.7 , 72.1 , e 57.6 kcal/mol para ligação ao flúor, cloro, bromo ou iodo, respectivamente.
A reatividade dos compostos organobromados se assemelha, mas é intermediária entre a reatividade de compostos organoclorados e organoiodados. Para muitas aplicações, organobromados representam uma associação da reatividade e do custo. As principais reações de organobromados incluem deidrobromação, reações de Grignard, acoplamentos redutivos e substituições nucleofílicas.